# Actiones bonae fidei
Actiones bonae fidei (iudicia bonae fidei) – powództwa dobrej wiary, oparte na dobrej wierze. W prawie rzymskim była to grupa powództw obligacyjnych chroniących strony czynności dobrej wiary (negotia bonae fidei). Skargi te charakteryzowały się znacznie szerszym zakresem władzy sędziego niż przeciwstawiane im powództwa ścisłego prawa (actiones stricti iuris). Orzeczenie opierało się nie tylko na normach prawnych, lecz również miało uwzględniać zasady słuszności i dobrej wiary.

## Geneza
Powództwa dobrej wiary zaczęto wyróżniać wraz z wyodrębnieniem negotia bonae fidei (czynności prawnych opartych na dobrej wierze), które w odróżnieniu od negotia stricti iuris nie były czynnościami wysoce sformalizowanymi i obowiązującymi ściśle wedle litery umowy. Powstanie skarg dobrej wiary datuje się od momentu, kiedy zaczęło powstawać imperium rzymskie, tj. od wojen punickich. Okres ten charakteryzował się przyspieszeniem wymiany towarowej.

## Budowa formułki
Cechą charakterystyczną powództw opartych na dobrej wierze było umieszczenie w formułce części zwanej demonstratio (zwięzły opis stanu faktycznego), która poprzedzała intentio incerta.

### intentio
W intentio formułki pretor umieszczał polecenie działania ex fide bona (wedle zasad dobrej wiary), np.:

cokolwiek pozwany powodowi winien dać lub uczynić wedle zasad dobrej wiary

### exceptio
W formułkach, sporządzanych dla tego rodzaju powództw, pretor nie umieszczał również ewentualnego zarzutu podstępu (exceptio doli). Sędzia miał obowiązek każdorazowo uwolnić pozwanego od odpowiedzialności, o ile w trakcie postępowania wykazał on, że padł ofiarą podstępu ze strony powoda (dolus praeteritus), albo też że robienie przezeń użytku z powództwa jest sprzeczne z zasadami słuszności (dolus praesens). Wynikało to z założenia, że działanie podstępne jest zaprzeczeniem dobrej wiary.

### condemnatio
Sporządzając formułkę, pretor nie określał kwoty zasądzenia, jak w powództwach ścisłego prawa. Ustalenie wysokości kwoty, na jaką miała opiewać condemnatio, leżało w gestii sądu.

## Katalog powództw dobrej wiary
Wedle Gaiusa (IV, 62 lista uzupełniona w oparciu o Instytucje Justyniana) do skarg dobrej wiary należały: skargi z kontraktu kupna-sprzedaży (actio empti oraz actio venditi), najmu (actio conducti oraz actio locati), zlecenia (actio mandati), przechowania (actio depositi), użyczenia (actio commodati), spółki (actio pro socio), ze sprawowania cudzych interesów bez zlecenia (actio negotiorum gestorum), z opieki (actio tutelae), ponadto actio fiduciae oraz actio rei uxoriae. W okresie pryncypatu charakter skarg dobrej wiary uzyskały niektóre inne powództwa, w tym niektóre powództwa rzeczowe, np. skargi o podział współwłasności i hereditas petitio.